# Macaranga rufescens
Macaranga rufescens är en törelväxtart som beskrevs av S.J.Davies. Macaranga rufescens ingår i släktet Macaranga och familjen törelväxter. Inga underarter finns listade i Catalogue of Life.